# محمد يوسف كارغر
محمد يوسف كارغر هو لاعب كرة قدم ومدرب كرة قدم أفغاني في مركز الهجوم، ولد في 11 مايو 1963 في كابل في أفغانستان. شارك مع منتخب أفغانستان لكرة القدم.

## وصلات خارجية
- محمد يوسف كارغر على موقع ناشيونال فوتبول تيمز (الإنجليزية)
- محمد يوسف كارغر على موقع Soccerway.com (الإنجليزية)